# Departamento de Arquivos e História do Alabama
O Departamento de Arquivos e História do Alabama (em inglês:  Alabama Department of Archives and History) é o repositório oficial de registros de arquivo do estado americano do Alabama. Sob a direção de Thomas M. Owen, seu fundador, a agência recebeu financiamento estadual por um ato da Legislatura do Alabama em 27 de fevereiro de 1901. Sua missão principal é coletar e preservar arquivos, documentos e artefatos relacionados à história do estado. Foi a primeira agência de arquivos estaduais independente e com financiamento público nos Estados Unidos. Posteriormente, tornou-se um modelo para o estabelecimento de arquivos em outros estados. Atualmente, a agência identifica, preserva e torna acessíveis registros e artefatos significativos para a história do estado e serve como repositório oficial de registros criados pelas agências estaduais do Alabama.

## O edifício e as coleções
O Departamento de Arquivos e História foi instalado no antigo vestiário do Senado no Capitólio Estadual do Alabama após sua criação em 1901. Foi então transferido para a nova ala sul do Capitólio após sua conclusão em 1906. Um edifício separado foi concebido pela primeira vez em 1918 por Thomas McAdory Owen, o primeiro diretor dos Arquivos. No entanto, o financiamento não ficou disponível até a década de 1930, quando a próxima diretora, Marie Bankhead Owen (esposa de Thomas), conseguiu garantir o capital necessário da Works Progress Administration.
O edifício neoclássico de três andares foi construído de 1938 a 1940. Uma ala leste foi concluída em 1970 e uma oeste em 2005. A ala oeste adicionou 60 000 pés quadrados (5 574 m2) de novo espaço ao edifício. As portas de entrada originais de bronze da Washington Avenue para o edifício foram projetadas pelo artista Nathan Glick. Elas retratam oito cenas da história do Alabama. Após muitos anos de desgaste, elas foram realocadas para o Salão Ocllo S. Malone na nova ala oeste. O primeiro e o segundo andares do edifício dos Arquivos apresentam paredes revestidas em mármore branco do Alabama.
O primeiro andar contém o saguão de entrada original da Washington Avenue, que apresenta um teto artesoado com molduras douradas e medalhões de teto. Outras características do primeiro andar são o Statuary Hall, a Sala de Pesquisa, vários auditórios, uma loja de presentes e o Salão Ocllo Malone.

### Museu do Alabama
O segundo e terceiro andares contêm o Museu do Alabama. Retratos de pessoas que contribuíram para a história do estado são pendurados em vários locais em ambos os andares. O segundo andar contém exposições com as marchas de Selma a Montgomery, a história dos nativos americanos no estado desde a era pré-colombiana até a remoção indígena e a história da guerra envolvendo os alabamianos do período colonial francês até a Guerra do Vietnã. A Alabama Sampler Gallery contém artefatos relacionados ao Alabama, que vão desde roupas do século XIX até uma guitarra de propriedade de Hank Williams. A Hands-On Gallery contém atividades relacionadas à história para crianças. O terceiro andar abriga pinturas e esculturas.

### Repatriação de nativos americanos
O repatriamento de restos mortais e itens humanos nativos americanos de locais de sepultamento, conforme exigido pela lei federal, foi aprovado pelo conselho de curadores em 2022.

## Diretores
O departamento teve seis diretores desde sua criação. Thomas McAdory Owen serviu de 1901 até sua morte em 1920. Ele foi sucedido por Marie Bankhead Owen, sua esposa, que serviu até sua aposentadoria em 1955. Peter A. Brannon foi diretor de 1955 a 1967, seguido por Milo Howard. Howard serviu até Edwin Bridges assumir em 1982. Bridges serviu até sua aposentadoria em 2012. Seu sucessor, Steve Murray, foi nomeado em agosto de 2012.